# Svenska mästerskapen i bordtennis
Svenska mästerskap i bordtennis har spelats varje år sedan 1925 utom 1926 även om den första tävlingen 1925 betraktas som ett inofficiellt mästerskap. Man tävlar i singel, dubbel och lag i dam- och herr-klasser plus mixed dubbel. Lagtävlingarna avgörs inte på enskild ort under en enda vecka eller helg, utan är kopplade till Sveriges nationella seriespel som avgörs under hösten-vintern-våren och följs av ett slutspel med möten hemma och borta.

## Historia
Idrottsbladet och dess ägare Topsy Lindblom och Torsten Tegnér  ordnade den 7 januari 1925 en bordtennistävling i Stockholm (som vanns av Samuel Wennerström).
Efter den tävlingen uppstod en diskussion om vilken ort i Sverige som hade den bästa spelaren. IB inbjöd till ett svenskt mästerskap (inofficiellt) där de åtta mest meriterade spelarna (från Stockholm, Göteborg, Malmö, Uppsala och Norrköping) fick delta. Tävlingarna hölls den 27 mars 1925 i Nya Tennispaviljongen vid Östermalms Idrottsplats. 700 åskådare fanns på plats, däribland Gustaf V. Segrade gjorde Sven Åhman från Göteborg. 
Det första officiella mästerskapet kunde hållas den 17-18 april 1927 i Stockholm (efter att Svenska Bordtennisförbundet bildats den 25 oktober 1926). Även den här gången vann en göteborgare – Carl-Erik Bülow.

## Svenska mästare genom tiderna

### Herrsingel
- 1925 Sven Åhman, Göteborg (lngvar Garell) (inofficiellt)
- 1927 Carl-Erik Bülow, KFUM Göteborg (Ragnar Söderholtz)
- 1928 Ragnar Söderholtz, Stockholms IF (Valter Kolmodin)
- 1929 Henry Wilbert, IF Elfsborg (Lennart Bülow)
- 1930 Folke Pettersson, Stockholms BTK (Axel Pehrsson)
- 1931 Valter Kolmodin, BK Derby (Lennart Bülow)
- 1932 Gustaf Johnsson, BK Derby (Ivar Andersson)
- 1933 Gustaf Johnsson, BK Derby (Elis Hernström)
- 1934 Gustaf Johnsson, BK Derby (Lennart Wigren)
- 1935 Gustaf Johnsson, AIK (Tage Flisberg)
- 1936 Tage Flisberg, IFK Norrköping (Liss Larsson)
- 1937 Gustaf Johnsson, Salongens BTK, Göteborg (Arne Meijer)
- 1938 Tage Flisberg, BK Wirgo (Gustaf Johnsson)
- 1939 Arne Andersson, BK Wirgo (Tage Flisberg)
- 1940 Tage Flisberg, BK Wirgo  (Carl-Ottil Johansson)
- 1941 Tage Flisberg, BK Wirgo  (Lennart Liljendahl)
- 1942 Sixten Forss, BTK Bolton (Lennart Johnsson)
- 1943 Carl-Ottil Johansson, AIK (Valter Kolmodin)
- 1944 Lennart Iwerdal, IK Urania (Per-Olof Croneryd)
- 1945 Tage Flisberg, BK Wirgo  (Lennart Johansson)
- 1946 Tage Flisberg, BK Wirgo  (Gustaf Johnsson)
- 1947 Tage Flisberg, BK Wirgo  (Per-Olof Croneryd)
- 1948 Tage Flisberg, Djurgårdens IF (Arne Neidenmark)
- 1949 Liss Larsson, Mariedals IK (Bengt Grive)
- 1950 Tage Flisberg, BK Olympic (Per-Olof Croneryd)
- 1951 Bengt Grive, Djurgårdens IF (Stig Elmblad)
- 1952 Tage Flisberg, Mariedals IK (Liss Larsson)
- 1953 Tage Flisberg, Tranås BTK (Liss Larsson)
- 1954 Tage Flisberg, Tranås BTK (Carl-Ragnar Andersson)
- 1955 Tage Flisberg, Tranås BTK (Liss Larsson)
- 1956 Björne Mellström, Hammarby IF (Curt Österholm)
- 1957 Björne Mellström, Djurgårdens IF (Tage Flisberg)
- 1958 Björne Mellström, Djurgårdens IF (Tage Flisberg)
- 1959 Björne Mellström, Djurgårdens IF (Tony Larsson)
- 1960 Hans Alsér, Norrby IF (Björne Mellström)
- 1961 Tony Larsson, Norrby IF (Hans Alsér)
- 1962 Björne Mellström, Djurgårdens IF (Georg Karlsson)
- 1963 Hans Alsér, Leksbergs BTK (Carl-Johan Bernhardt)
- 1964 Kjell Johansson, IF Verdandi (Hans Alsér)
- 1965 Hans Alsér, Leksbergs BTK (Kjell Johansson)
- 1966 Kjell Johansson, Sölvesborgs BTK (Hans Alsér)
- 1967 Hans Alsér, Leksbergs BTK (Kjell Johansson)
- 1968 Hans Alsér, Mariestads BolS (Kjell Johansson)
- 1969 Kjell Johansson, Mölndals BTK (Hans Alsér)
- 1970 Hans Alsér, Mariestads BolS (Stellan Bengtsson)
- 1971 Kjell Johansson, Mölndals BTK (Hans Alsér)
- 1972 Stellan Bengtsson, Falkenbergs BTK (Kjell Johansson)
- 1973 Stellan Bengtsson, Falkenbergs BTK (Kjell Johansson)
- 1974 Kjell Johansson, Mölndals BTK (Stellan Bengtsson)
- 1975 Stellan Bengtsson, Falkenbergs BTK (Kjell Johansson)
- 1976 Kjell Johansson, Mölndals BTK (Stellan Bengtsson)
- 1977 Stellan Bengtsson, Falkenbergs BTK (Ulf Thorsell)
- 1978 Stellan Bengtsson, Falkenbergs BTK (Åke Liljegren)
- 1979 Stellan Bengtsson, Falkenbergs BTK (Åke Liljegren)
- 1980 Stellan Bengtsson, Falkenbergs BTK (Ulf Carlsson)
- 1981 Mikael Appelgren, Stockholms Spårvägars GoIF (UIf Carlsson)
- 1982 Mikael Appelgren, Ängby SK (Erik Lindh)
- 1983 Jan-Ove Waldner, Stockholms Spårvägars GoIF (Mikael Appelgren)
- 1984 Jan-Ove Waldner, Stockholms Spårvägars GoIF (Jörgen Persson)
- 1985 Erik Lindh, Kungälvs BTK (Jörgen Persson)
- 1986 Jan-Ove Waldner, Stockholms Spårvägars GoIF (Erik Lindh)
- 1987 Jörgen Persson, Halmstad BTK (Mikael Appelgren)
- 1988 Jörgen Persson, Malmö FF (Mikael Appelgren)
- 1989 Jan-Ove Waldner, Stockholms Spårvägars GoIF (Mikael Appelgren)
- 1990 Jörgen Persson, Malmö FF (Erik Lindh)
- 1991 Jan-Ove Waldner, Stockholms Spårvägars GoIF (Mikael Appelgren)
- 1992 Mikael Appelgren, Ängby SK (Erik Lindh)
- 1993 Mikael Appelgren, Ängby SK (Ulf Carlsson)
- 1994 Peter Karlsson, Falkenbergs BTK (Jan-Ove Waldner)
- 1995 Peter Karlsson, Falkenbergs BTK (Erik Lindh)
- 1996 Jan-Ove Waldner, Kalmar BTK (Mikael Appelgren)
- 1997 Jan-Ove Waldner, Kalmar BTK (Jörgen Persson, Halmstad BTK)
- 1998 Fredrik Håkansson, Halmstad BTK (Kayode Kadiri, Lyckeby BTK)
- 1999 Jörgen Persson, Halmstad BTK (Fredrik Håkansson, Halmstad BTK)
- 2000 Fredrik Håkansson, Halmstad BTK (Jörgen Persson, Kalmar BTK)
- 2001 Fredrik Håkansson, Ängby SK (Peter Karlsson)
- 2002 Fredrik Håkansson, Halmstad BTK (Mikael Zöögling)
- 2003 Mattias Stenberg, Malmö FF (Magnus Wahlgren, Kalmar BTK)
- 2004 Fredrik Håkansson, Halmstad BTK (Jens Lundquist, Söderhamns UIF)
- 2005 Jens Lundquist, Söderhamns UIF (Peter Nilsson, Falkenbergs BTK)
- 2006 Jan-Ove Waldner, Kalmar BTK (Jens Lundquist, Söderhamns UIF)
- 2007 Jörgen Persson, Halmstad BTK (Johan Axelqvist, Söderhamns UIF)
- 2008 Jens Lundquist, Söderhamns UIF (Fredrik Håkansson, Mölndals BTK)
- 2009 Jens Lundquist, Söderhamns UIF (Johan Axelqvist, Eslövs AI)
- 2010 Jan-Ove Waldner, Spårvägens BTK (Pär Gerell, Falkenbergs BTK)
- 2011 Pär Gerell, Falkenbergs BTK (Jörgen Persson, Halmstad BTK)
- 2012 Jens Lundqvist, Söderhamns UIF (Jörgen Persson, Halmstad BTK)
- 2013 Fabian Åkerström, Frej Växjö (Jens Lundqvist, Söderhamns UIF)
- 2014 Kristian Karlsson, Halmstad BTK (Robert Svensson, Eslövs AI BTK)
- 2015 Kristian Karlsson, Halmstad BTK (Jens Lundqvist, Söderhamns UIF)
- 2016 Jon Persson, Söderhamns UIF (Jens Lundqvist, Söderhamns UIF)
- 2017 Anton Källberg, Söderhamns UIF (Pär Gerell, Halmstad BTK)
- 2018 Kristian Karlsson, Halmstad BTK (Jens Lundqvist, Söderhamns UIF)
- 2019 Truls Möregårdh, Eslövs AI (Kristian Karlsson, Halmstad BTK)
- 2020 Anton Källberg, Söderhamns UIF (Jon Persson, Söderhamns UIF)
- 2021 Truls Möregårdh, Eslövs AI (Anton Källberg, Söderhamns UIF)
- 2022 Truls Möregårdh, Eslövs AI (Viktor Brodd, Söderhamns UIF)
- 2023 Truls Möregårdh, Eslövs AI (Anton Källberg, Söderhamns UIF)
- 2024 Truls Möregårdh, Eslövs AI (Anton Källberg, Söderhamns UIF)
- 2025 Truls Möregårdh, Eslövs AI (Anton Källberg, Söderhamns UIF)

### Damsingel
- 1946 Eina Ericson, Svartviks IF (Gerd Wetterlind)
- 1947 Maya Halling, Varbergs BTK (Margareta Winqvist)
- 1948 Margareta Winqvist, BTK Minerva (Eina Ericson)
- 1949 Eina Ericson, Svartviks IF (Ingrid Hermansson)
- 1950 Maya Halling, Varbergs BTK (Margareta Winqvist)
- 1951 Inga Bergström, IK City (Iris Persson)
- 1952 Inga Bergström-Brehmer, IK City (Iris Persson)
- 1953 Signhild Tegner, Torps Skol IF (Inga Brehmer)
- 1954 Elisabeth Thorsson, Djurgårdens IF (Iris Persson-Samberg)
- 1955 Signhild Tegner, Djurgårdens IF (Elisabeth Thorsson)
- 1956 Signhild Tegner, Djurgårdens IF (Elisabeth Thorsson)
- 1957 Birgitta Tegner, Torps GIF (Elisabeth Thorsson)
- 1958 Birgitta Tegner, Torps GIF (Elisabeth Thorsson)
- 1959 Birgitta Tegner, Byttorps IF (Siv Petersson)
- 1960 Elisabeth Thorsson, Djurgårdens IF (Britt Andersson)
- 1961 Britt Andersson, BTK Clipper (Lena Guntsch)
- 1962 Birgitta Tegner, SKF:s BTK (Marita Carlsson)
- 1963 Birgitta Tegner-Larsson, Torps GIF (Marita Carlsson)
- 1964 Marita Carlsson, Lekbergs BTK (Siv Petersson)
- 1965 Lena Rundström, Råå BTK (Lena Guntsch)
- 1966 Marita Nilsson, Leksbergs BTK (Lena Guntsch)
- 1967 Marita Neidert, Leksbergs BTK (Lena Rundström)
- 1968 Marita Neidert, Mariestads BolS (Eva Johansson)
- 1969 Marita Neidert, Mariestads BolS (Eva Johansson)
- 1970 Marita Neidert, Stockholms Spårvägars GolF (Lena Andersson)
- 1971 Birgitta Rådberg, Huskvarna Södra IS (Marita Neidert),
- 1972 Birgitta Rådberg, Huskvarna Södra IS (Lena Andersson)
- 1973 Birgitta Rådberg, Vänersborgs BTK (Ann-Christin Hellman)
- 1974 Ann-Christin Hellman, Varbergs BTK (Birgitta Olsson)
- 1975 Ann-Christin Hellman, Varbergs BTK (Birgitta Olsson)
- 1976 Ann-Christin Hellman, Varbergs BTK (Birgitta Olsson)
- 1977 Ann-Christin Hellman, Varbergs BTK (Marie Lindblad)
- 1978 Ann-Christin Hellman, Varbergs BTK (Marie Lindblad)
- 1979 Marie Lindblad, Varbergs BTK (Birgitta Rådberg)
- 1980 Ann-Christin Hellman, Varbergs BTK (Sachiko Yokota-Heyerdahl)
- 1981 Sachiko Yokota-Heyerdahl, Rönninge SK (Ann-Christin Hellman)
- 1982 Ann-Christin Hellman, Varbergs BTK (Marie Lindblad)
- 1983 Ann-Christin Hellman, Varbergs BTK (Marie Lindblad)
- 1984 Menni Weizades, Mölndals BTK (Marie Lindblad)
- 1985 Barbro Wiktorsson, Borlänge BTK (Pia Eliasson)
- 1986 Barbro Wiktorsson, Borlänge BTK (Marie Svensson)
- 1987 Barbro Wiktorsson, Borlänge BTK (Marie Svensson)
- 1988 Barbro Wiktorsson, Borlänge BTK (Marie Svensson)
- 1989 Marie Svensson, Mölndals BTK (Gunnel Borgström)
- 1990 Pernilla Pettersson, Halmstad BTK (Lotta Erlman)
- 1991 Pernilla Pettersson, Halmstad BTK (Åsa Svensson)
- 1992 Marie Svensson, Mölndals BTK (Åsa Svensson)
- 1993 Marie Svensson, Lyckeby BTK (Pernilla Pettersson)
- 1994 Marie Svensson, Lyckeby BTK (Åsa Svensson)
- 1995 Marie Svensson, Lyckeby BTK (Åsa Svensson)
- 1996 Pernilla Pettersson, Spårvägens BTK (Åsa Svensson)
- 1997 Pernilla Pettersson, Spårvägens BTK (Barbro Wiktorsson, Öråns SK)
- 1998 Åsa Svensson, Halmstad BTK (Marie Svensson, Malmö FF)
- 1999 Marie Svensson, Malmö FF (Pernilla Pettersson, Spårvägens BTK)
- 2000 Marie Svensson, Gröstorps IF (Åsa Svensson, Halmstad BTK)
- 2001 Marie Svensson, Gröstorps IF (Åsa Svensson, Halmstad BTK)
- 2002 Sandra Johansson, Rönninge SK (Susanne Jonsson, Råå BTK)
- 2003 Carina Jonsson, Råå BTK (Susanne Jonsson, Råå BTK)
- 2004 Carina Jonsson, Råå BTK (Marie Olsson, Spårvägens BTK)
- 2005 Susanna Nilsson, Rönninge SK BF (Linda Nordenberg, Råå BTK)
- 2006 Marie Olsson, Trelleborgs BTK (Linda Nordenberg, Råå BTK)
- 2007 Matilda Ekholm, Ängby SK (Marie Olsson, BTK Ajax)
- 2008 Marie Olsson, Råå BTK (Matilda Ekholm, Ängby SK)
- 2009 Matilda Ekholm, BTK Riddaren (Malin Pettersson, Team Mälarenergi BTK)
- 2010 Malin Pettersson, Team Mälarenergi BTK (Carina Jonsson, Team Mälarenergi BTK)
- 2011 Matilda Ekholm, BTK Riddaren (Marie Olsson, Råå BTK)
- 2012 Matilda Ekholm, Ängby SK (Sara Rask, Dänningelanda BTK)
- 2013 Li Fen, Malmö IF Bordtennis (Stina Zetterström, Team Mälarenergi BTK)
- 2014 Li Fen, Malmö IF Bordtennis (Matilda Ekholm, Team Mälarenergi BTK)
- 2015 Jennifer Jonsson, Spårvägens BTK (Jie Sun, BTK Rekord)
- 2016 Li Fen, Malmö IF Bordtennis (Sara Rask, Dänningelanda BTK))
- 2017 Matilda Ekholm, Boo KFUM 1A (Linda Bergström, Ängby SK)
- 2018 Matilda Ekholm, Boo KFUM 1A (Linda Bergström, Ängby SK)
- 2019 Linda Bergström, Ängby SK (Matilda Ekholm, Boo KFUM)
- 2020 Matilda Ekholm, Boo KFUM (Stina Källberg, Halmstad BTK)
- 2021 Linda Bergström, Ängby SK (Filippa Bergand, Eslövs AI BTK)
- 2022 Stina Källberg, Halmstad BTK (Linda Bergström, Ängby SK)
- 2023 Stina Källberg, Halmstad BTK (Linda Bergström, Ängby SK)
- 2024 Stina Källberg, Halmstad BTK (Linda Bergström, Ängby SK)
- 2025 Linda Bergström, Ängby SK (Stina Källberg, Halmstad BTK)

### Herrdubbel
- 1931 Gustaf Johnsson/Valter Kolmodin, BK Derby (Carl-Erik Bülow/Lennart Bülow)
- 1932 Olle Ekman/Gustaf Johnsson, BK Derby (Folke Pettersson/Tage Wickmark)
- 1933 Olle Ekman/Gustaf Johnsson, BK Derby (Carl-Erik Bülow/Lennart Bülow)
- 1934 Olle Ekman/Gustaf Johnsson, BK Derby (Erik Johansson/Lennart Wigren)
- 1935 Tage Flisberg/ Lennart Wigren, IFK Norrköping (Carl-Erik Bülow/Gustaf Johnsson)
- 1936 Tage Flisberg/Sture Fyrberg, IFK Norrköping (Hans Lidhäll/Arne Meijer)
- 1937 Gustaf Johnsson/Erik Wikström, Salongens BTK/PPK Champion (Sven Bengtsson/Bertil Källholm)
- 1938 Arne Andersson/Tage Flisberg, BK Wirgo (Henry Arnell/Stig Åhlund)
- 1939 Arne Andersson/Tage Flisberg, BK Wirgo (Ivar Andersson/Sture Fyrberg)
- 1940 Arne Andersson/Tage Flisberg, BK Wirgo (Erik Karlsson/Liss Larsson)
- 1941 Sture Fyrberg/Erik Johansson, BK Wirgo/IK Urania (Arne Andersson/Tage Flisberg)
- 1942 Arne Andersson/Tage Flisberg, BK Wirgo (Harry Jacobsson/Lennart Liljendahl)
- 1943 Arne Andersson/Tage Flisberg, BK Wirgo (Arild Waeger/Styrbjörn Wahlberg)
- 1944 Karl-Ivar Almqvist/Per-Olof Croneryd, BK Hird (Sixten Forss/Lennart Iverdahl)
- 1945 Arne Andersson/Tage Flisberg, BTK Wirgo (Weine Fredriksson/Arne Ohlsson)
- 1946 Arne Andersson/Tage Flisberg, BTK Wirgo (Sven Cederholm/Weine Fredriksson)
- 1947 Arne Andersson/Tage Flisberg, BTK Wirgo (Arne Andersson/Liss Larsson)
- 1948 Tage Flisberg/Arne Neidenmark, Djurgårdens IF (Hans Lidhäll/Sven Olsson)
- 1949 Bengt Grive/Arne Neidenmark, Djurgårdens IF (Per-Olof Croneryd/Bengt Johnsson)
- 1950 Sven Cederholm/Weine Fredriksson, Parca BoIS (Sven Olsson/Georg Tsappos)
- 1951 Sven Olsson/Georg Tsappos, SolK Hellas (Sven Cederholm/Weine Fredriksson)
- 1952 Tage Flisberg/Liss Larsson, Mariedals IK (Arne Andersson/Bengt Nicander)
- 1953 Tage Flisberg/Weine Fredriksson, Tranås BTK/Parca BolS (Lars Pettersson/Georg Tsappos)
- 1954 Tage Flisberg/Weine Fredriksson, Tranås BTK/Parca BoIS (Arne Andersson/Liss Larsson)
- 1955 Sven-Olov Karlsson/Glenn Kindstedt, IF Norcopensarna (Lennart Johansson/Curt Österholm)
- 1956 Lennart Johansson/Bo Malmquist, Djurgårdens IF (Lars-Åke Johnsson/Reidar Ljungström)
- 1957 Lars-Åke Johnsson/Reidar Ljungström, Vingåkers IF (Lennart Johansson/Björne Mellström)
- 1958 Toni Borg/Tony Larsson, Arboga BTK/Hanvikens SK (Per-Olof Croneryd/Glenn Kindstedt)
- 1959 Toni Borg/Tony Larsson, Arboga BTK/AIK (Lars-Åke Johnsson/Reidar Ljungström)
- 1960 Lars-Åke Johnsson/Reidar Ljungström, Vingåkers IF (Toni Borg/Tony Larsson)
- 1961 Tony Larsson/Björne Mellström, Norrby IF/Djurgårdens IF (Lars-Åke Johnsson/Reidar Ljungström)
- 1962 Tony Larsson/Björne Mellström, SKF:s BTK/Djurgårdens IF (Lars-Åke Johnsson/Reidar Ljungström)
- 1963 Hans Alsér/Kjell Johansson, Leksbergs BTK/IF Verdandi (Tony Larsson/Björne Mellström)
- 1964 Hans Alsér/Kjell Johansson, Leksbergs BTK/IF Verdandi (Stellan Bengtsson I/Carl-Johan Bernhardt)
- 1965 Hans Alsér/Kjell Johansson, Leksbergs BTK/IF Verdandi (Carl-Johan Bernhardt/Bo Persson)
- 1966 Hans Alsér/Kjell Johansson, Leksbergs BTK/Sölvesborgs BTK (Carl-Johan Bernhardt/Bo Persson)
- 1967 Hans Alsér/Kjell Johansson, Leksbergs BTK/Sölvesborgs BTK (Carl-Johan Bernhardt/Bo Persson)
- 1968 Hans Alsér/Kjell Johansson, Mariestads BolS/Mölndals BTK (Stellan Bengtsson I/Nils-Bertil Billing)
- 1969 Hans Alsér/Bo Persson, Mariestads BolS/Sölvesbergs BTK (Christer Johansson/Kjell Johansson)
- 1970 Hans Alsér/Kjell Johansson, Mariestads BolS/Mölndals BTK (Stellan Bengtsson/Bo Persson)
- 1971 Hans Alsér/Bo Persson, Mariestads BolS/Boo KFUM (Stellan Bengtsson/Anders Johansson)
- 1972 Hans Alsér/Kjell Johansson, Mölndals BTK (Bo Persson/Ingemar Wikström)
- 1973 Bo Persson/lngemar Wikström, Boo KFUM (Björn Carlsson/Berndt Halvarsson)
- 1974 Tommy Andersson/Stellan Bengtsson, Falkenbergs BTK (Bo Persson/lngemar Wikström)
- 1975 Anders Johansson/Ulf Thorsell, Boo KFUM (Tommy Andersson/Stellan Bengtsson)
- 1976 Åke Grönlund/Kjell Johansson, Mölndals BTK (Tommy Andersson/Stellan Bengtsson)
- 1977 Tommy Andersson/Stellan Bengtsson, Falkenbergs BTK (Anders Johansson/Per Sandström)
- 1978 Stellan Bengtsson/Ulf Carlsson, Falkenbergs BTK (Tommy Andersson/Ulf Thorsell)
- 1979 Stellan Bengtsson/Ulf Carlsson, Falkenbergs BTK (Anders Johansson/Per Sandström)
- 1980 Tommy Danielsson/Ulf Thorsell, Sölvesborg BTK/Djurgårdens IF (Ulf Bengtsson/Lars Franklin)
- 1981 Mikael Appelgren/Jan-Ove Waldner, Stockholms Spårvägars GoIF (Roger Lagerfeldt/Michael Nilsson)
- 1982 Jan-Ove Waldner/Jonny Åkesson, Stockholms Spårv GoIF/BTK Rekord (Mikael Appelgren/Jens Fellke)
- 1983 Ulf Bengtsson/Lars Franklin, Söderhamns UIF/Stockholms Spårv GoIF (Stellan Bengtsson/Ulf Carlsson)
- 1984 Erik Lindh/Jörgen Persson, Kungälvs BTK/Halmstad BTK (Mikael Appelgren/Mikael Frank)
- 1985 Jörgen Persson/Jonny Åkesson, Halmstad BTK/BTK Rekord (Ulf Bengtsson/Ulf Carlsson)
- 1986 Erik Lindh/Jan-Ove Waldner, Kungälvs BTK/Stockholms Spårvägars GoIF (Stellan Bengtsson/Jörgen Persson)
- 1987 Mikael Appelgren/Ulf Carlsson, Ängby SK/Falkenbergs BTK (Jörgen Persson/Jonny Åkesson)
- 1988 Erik Lindh/Jörgen Persson, Falkenbergs BTK/Malmö FF (Johan Fallby/Jan-Ove Waldner)
- 1989 Erik Lindh/Jörgen Persson, Falkenbergs BTK/Malmö FF (Peter Greczula/Jan-Ove Waldner)
- 1990 Ulf Bengtsson/Jörgen Persson, Malmö FF (Peter Karlsson/Erik Lindh)
- 1991 Jan-Ove Waldner/Jonny Åkesson, Stockholms Spårv GoIF/BTK Rekord (Mikael Appelgren/Johan Fallby)
- 1992 Mikael Appelgren/Jan-Ove Waldner, Ängby SK (Peter Karlsson/Peter Nilsson)
- 1993 Erik Lindh/Jörgen Persson, Malmö FF/Halmstad BTK (Mikael Appelgren/Jan-Ove Waldner)
- 1994 Mikael Appelgren/Jan-Ove Waldner, Ängby SK (Mattias Stenberg/Mikael Zöögling)
- 1995 Fredrik Håkansson/Peter Nilsson, Falkenbergs BTK (Andreas Blom/Erik Lindh)
- 1996 Erik Lindh/Jörgen Persson, Falkenbergs BTK (Peter Karlsson/Thomas von Scheele)
- 1997 Erik Lindh/Jörgen Persson, Falkenbergs BTK/Halmstad BTK (Jan-Ove Waldner/Göran Wranå, Kalmar BTK)
- 1998 Peter Karlsson/Thomas von Scheele, Falkenbergs BTK/Malmö FF (Thomas Buza/Fredrik Håkansson, Halmstad BTK)
- 1999 Jan-Ove Waldner/Jörgen Persson, Kalmar BTK (Thomas von Scheele/Magnus Molin, Malmö FF)
- 2000 Erik Lindh/Magnus Wahlgren, BTK Enig/Kalmar BTK (Peter Nilsson/Joakim Andersson, Falkenbergs BTK)
- 2001 Fredrik Håkansson/Mikael Appelgren, Ängby SK (Peter Nilsson/Jens Lundquist, Söderhamns UIF)
- 2002 Mikael Zöögling/Mikael Mattiasson, Eslövs AI (Peter Nilsson/Mattias Andersson, Eslövs AI)
- 2003 Jens Lundquist/Fredrik Håkansson, Söderhamns UIF/Halmstad BTK (Peter Nilsson/Mattias Andersson, Eslövs AI)
- 2004 Fredrik Håkansson/Peter Karlsson, Halmstad BTK/Falkenbergs BTK) (Jens Lundquist/Magnus Molin, Söderhamns UIF/Malmö FF)
- 2005 Pär Gerell/Magnus Månsson, Falkenbergs BTK (Fredrik Håkansson/Henrik Olsson, Halmstad BTK)
- 2006 Robert Svensson/Mikael Zöögling, Eslövs AI (Fredrik Håkansson/Peter Nilsson, Halmstad BTK)
- 2007 Robert Svensson/Johan Axelqvist, Eslövs AI/Söderhamns UI (Jörgen Persson/Fredrik Håkansson, Halmstad BTK)
- 2008 Robert Svensson/Johan Axelqvist, Eslövs AI (Jens Lundquist/Jon Persson, Söderhamns UIF)
- 2009 Pär Gerell/Jens Lundquist, Falkenbergs BTK/Söderhamns UIF (Viktor Brodd/Johan Sondell, Söderhamns UIF)
- 2010 Pär Gerell/Jens Lundquist, Falkenbergs BTK/Söderhamns UIF (Mattias Karlsson/Robert Svensson, BTK Warta/Eslövs AI)
- 2011 Pär Gerell/Jens Lundquist, Falkenbergs BTK/Söderhamns UIF (Johan Sondell/Robert Svensson, BTK Kävlinge/Eslövs AI)
- 2012 Joachim Bachstätter/Andreas Törnkvist, Växjö PK (Pär Gerell/Jens Lundquist, Falkenbergs BTK/Söderhamns UIF)
- 2013 Pär Gerell/Jens Lundquist, Falkenbergs BTK/Söderhamns UIF (Viktor Brodd/Hampus Nordberg, Söderhamns UIF)
- 2014 Viktor Brodd/Hampus Nordberg, Söderhamns UIF (Robert Svensson/Mattias Översjö, Eslövs AI)
- 2015 Simon Arvidsson/Andreas Törnkvist, BTK Rekor (Robert Svensson/Mattias Översjö, Eslövs AI BTK)
- 2016 Kristian Karlsson/Mattias Karlsson, Halmstad BTK (Pär Gerell/Jens Lundquist, Halmstad BTK/Söderhamns UIF)
- 2017 Viktor Brodd/HampusNordberg, Söderhamns UIF (Fabian Åkerström/Harald Andersson, Halmstad BTK)
- 2018 Anton Källberg/Anders Eriksson, Söderhamns UIF/Halmstad BTK (Jiang Chang Hong/Simon Söderlund, BTK Warta)
- 2019 Truls Möregårdh/Jon Persson, Eslövs AI/Söderhamns UIF (Simon Berglund /Malte Möregårdh)
- 2020 Viktor Brodd/Hampus Nordberg, Söderhamns UIF (Truls Möregårdh/Jon Persson, Eslövs AI/Söderhamns UIF)
- 2021 Simon Arvidsson/Elias Ranefur, Halmstad BTK/Ängby SK (Anton Källberg/Jon Persson, Söderhamns UIF)
- 2022 Jens Lundqvist/Per Gerell (Söderhamns UIF/Falkenbergs BTK) (Anton Källberg/Elias Ranefur Söderhamns UIF)
- 2023 Pär Gerell/Jens Lundquist, Kosta SK/Söderhamns UIF (Simon Arvidsson/Elias Ranefur, Halmstad BTK/Ängby SK)
- 2024 Viktor Brodd/Hampus Nordberg, Söderhamns UIF (Anders Eriksson/Anton Källberg, Söderhamns UIF)

### Damdubbel
- 1949 Ingrid Hägglund/Iris Persson, Örnsköldsviks BTK/Råå BTK (Ulla Andersson/Birgitta Nilsson)
- 1950 Eina Ericson/Margareta Winqvist, Svartviks IF/BTK Minerva (Inger Franck/Maya Halling)
- 1951 Inga Bergström/Iris Persson, IK City/Råå BTK (Signhild Tegner/Tyra Tegner)
- 1952 Inga Bergström-Brehmer/Iris Persson, IK City/Råå BTK (Ingrid Hermansson/Märta Larsson)
- 1953 Inga Brehmer/Iris Persson-Samberg, IK City/Råå BTK (Ingrid Hermansson/Märta Larsson)
- 1954 Ingrid Hermansson/Märtha Larsson, Norra Härene GolF (Gerd Olsson/Signhild Tegner)
- 1955 Reina Hermansson/Birgitta Tegner, Torps GIF (Signhild Tegner/Elisabeth Thorsson)
- 1956 Signhild Tegner/Elisabeth Thorsson, Djurgårdens IF (Birgitta Tegner/Reina Hermansson-Wetterström)
- 1957 Birgitta Tegner/Reina Wetterström, Torps GIF (Inga Brehmer/Iris Samberg)
- 1958 Inga Brehmer/Iris Samberg, IK City/Råå BTK (Birgitta Tegner/Reina Wetterström)
- 1959 Birgitta Tegner/Signhild Tegner, Byttorps IF/Djurgårdens IF (Ingegärd Johansson/Reina Wetterström)
- 1960 Britt Andersson/Lisa Nilsson, BTK Clipper (Birgitta Tegner/Elisabeth Thorsson)
- 1961 Annika Guntsch/Lena Guntsch, Högadals IS (Ingegärd Johansson/Reina Wetterström)
- 1962 Britt Andersson/Birgitta Tegner, BTK Clipper/SKF:s BTK (Ingegärd Johansson/Reina Wetterström)
- 1963 Marita Carlsson/Eva Johansson, Leksbergs BTK/Wästerhovs IK (Annika Guntsch/Lena Guntsch)
- 1964 Lena Rundström/Birgitta Tegner-Larsson, Råå BTK/Torps GlF(Annika Guntsch/Lena Guntsch)
- 1965 Siv Petersson/Birgitta Wiktorsson, Djurgårdens IF/Aga BTK (Marita Carlsson/Eva Johansson)
- 1966 Marita Nilsson/Lena Rundström, Leksbergs BTK/Sölvesborgs BTK (Siv Petersson/Birgitta Wiktorsson)
- 1967 Marita Neidert/Eva Johansson, Leksbergs BTK/Mölndals BTK (Siv Petersson/Birgitta Wiktorsson)
- 1968 Eva Johansson/Marita Neidert, Sölvesborgs BTK/Mariestads BoIS (Ragna Noring/Lena Pettersson)
- 1969 Marita Neidert/Birgitta Rådberg, Mariestads BoIS (Lena Rundström/Birgitta Tegner-Larsson)
- 1970 Marita Neidert/Eva Johansson, Stockholms Spårv GoIF/Östra Stadsgr TK (Gunnel Henriksson/Birgitta Rådberg)
- 1971 Marita Neidert/Siv Petersson, Stockholms Spårvägars GolF (Ann-Christin Hellman/Birgitta Olsson)
- 1972 Ulla-Märta Gustavsson/Eva Johansson, Vänersb BTK/Östra Stadsgr TK (Ann-Christin Hellman/Birgitta Olsson)
- 1973 Ulla-Märta Gustavsson/Birgitta Rådberg, Vänersborgs BTK (Ann-Christin Hellman/Birgitta Olsson)
- 1974 Lena Andersson/Birgitta Rådberg, Råå BTK/Vänersborgs BTK (Ann-Christin Hellman/Birgitta Olsson)
- 1975 Ann-Christin Hellman/Birgitta Olsson, Varbergs BTK (Ulla-Märta Gustavsson/Birgitta Rådberg)
- 1976 Ulla-Märta Gustavsson/Birgitta Rådberg, Vänersborgs BTK (Ann-Christin Hellman/Birgitta Olsson)
- 1977 Marita Neidert/Birgitta Rådberg, Stockholms Spårvägars GoIF (Ulla-Märta Gustavsson/Birgitta Olsson)
- 1978 Ann-Christin Hellman/Marie Lindblad, Varbergs BTK (Birgitta Olsson/Eva Strömvall)
- 1979 Ann-Christin Hellman/Marie Lindblad, Varbergs BTK (Ulla-Märta Gustavsson/Birgitta Rådberg)
- 1980 Ann-Christin Hellman/Marie Lindblad, Varbergs BTK (Birgitta Olsson/Eva Strömvall)
- 1981 Birgitta Olsson/Birgitta Rådberg, Solna BTK (Helen Lindvall/Eva Strömvall)
- 1982 Anneli Hernvall/Marie Lindblad, Stockholms Spårvägars GolF/Arlövs IK (Ann-Christin Hellman/Eva Strömvall)
- 1983 Anneli Hernvall/Marie Lindblad, Stockholms Spårvägars GolF/Arlövs IK (Ann-Christin Hellman/Eva Strömvall)
- 1984 Anneli Hernvall/Marie Lindblad, Stockholms Spårv GolF/Mölndals BTK(Annika Läth/Marie Svensson)
- 1985 Susanne Dahl/Pia Eliasson, Mölndals BTK (UIIa-Märta Gustavsson/Birgitta Rådberg)
- 1986 Lotta Erlman/Barbro Wiktorsson, Borlänge BTK (Gunnel Borgström/Anneli Johansson)
- 1987 Lotta Erlman/Barbro Wiktorsson, Borlänge BTK (Annika Läth/Marie Svensson)
- 1988 Lotta Erlman/Anneli Johansson, Borlänge BTK (Kamilla Björk/Barbro Wiktorsson)
- 1989 Lotta Erlman/Anneli Johansson, Borlänge BTK (Gunnel Borgström/Marie Svensson)
- 1990 Gunnel Borgström/Marie Svensson, Mölndals BTK (Pernilla Pettersson/Åsa Svensson)
- 1991 Pernilla Pettersson/Åsa Svensson, Halmstad BTK (Lotta Erlman/Anneli Johansson)
- 1992 Marie Svensson/Åsa Svensson, Mölndals BTK/Halmstad BTK (Lotta Erlman/Barbro Wiktorsson)
- 1993 Lotta Erlman/Marie Svensson, Borlänge BTK/Lyckeby BTK (Heléne Gustafsson/Pernilla Pettersson)
- 1994 Marie Svensson/Åsa Svensson, Lyckeby BTK/Halmstad BTK (Kinga Fijalkowska/Jenny Jönsson)
- 1995 Heléne Gustafsson/Pernilla Pettersson, Spårvägens BTK (Marie Svensson/Åsa Svensson)
- 1996 Heléne Gustafsson/Pernilla Pettersson, Spårvägens BTK (Carina Jonsson/Susanne Jonsson)
- 1997 Kajsa Andersson/Åsa Svensson, Halmstad BTK (Heléne Gustafsson/Pernilla Pettersson, Spårvägens BTK)
- 1998 Lena Persson/Åsa Svensson, Halmstad BTK (Veronica Augustsson/Jenny Jönsson, Lyckeby BTK)
- 1999 Marie Svensson/Sandra Johansson, Malmö FF/Saab BTK(Jenny Jönsson/Caroline Holmkvist, Lyckeby BTK/Råå BTK)
- 2000 Marie Svensson/Åsa Svensson, Gröstorps IF/Halmstad BTK (Sandra Johansson/Nina Vakkila, Spårvägens BTK)
- 2001 Linda Nordenberg/Susanne Jonsson, Råå BTK (Marie Svensson/Åsa Svensson, Gröstorps IF/Halmstad BTK)
- 2002 Linda Nordenberg/Susanne Jonsson, Råå BTK (Sandra Johansson/Anna Berglund, Rönninge SK/Borlänge BTK)
- 2003 Marie Olsson/Nina Vakkila, Spårvägens BTK (Sandra Johansson/Veronica Thorsson, Rönninge SK BF)
- 2004 Susanne Jonsson/Linda Nordenberg, Råå BTK (Frida Johansson/Carina Jonsson, Råå BTK)
- 2005 Susanna Nilsson/Marie Olsson, Rönninge SK BF/Trelleborgs BTK (Frida Johansson/Carina Jonsson, Råå BTK)
- 2006 Kajsa Andersson/Carina Jonsson, Råå BTK (Frida Johansson/Linda Nordenberg, Råå BTK)
- 2007 Carina Jonsson/Kajsa Andersson, Råå BT (Linda Nordenberg/Frida Johansson, Råå BTK)
- 2008 Malin Pettersson/Sara Rask, Spårvägens BTK/Dänningelanda BT (Matilda Ekholm/Marie Persson, Ängby SK/Köpings BTK)
- 2009 Marie Olsson/Nina Vakkila, Råå BTK (Carina Jonsson/Barbro Wiktorsson, Råå BTK/Solna BTK)
- 2010 Matilda Ekholm/Malin Pettersson, Riddaren BTK/Team Mälarenergi BTK (Kajsa Andersson/Marie Olsson, Råå BTK)
- 2011 Matilda Ekholm/Malin Pettersson, Riddaren BTK/Team Mälarenergi BTK (Marie Persson/Nina Vakkila, Team Mälarenergi BTK)
- 2011 Matilda Ekholm/Malin Pettersson, Riddaren BTK/Team Mälarenergi BTK (Marie Persson/Nina Vakkila, Team Mälarenergi BTK)
- 2012 Linda Bergström/Matilda Ekholm, Ängby SK (Jennie Gustafsson/Anna Månsson, Falkenbergs BTK)
- 20*13 Sandra Andersson/Li Fen, Malmö IF (Linda Bergström/Josefin Lund, Ängby SK)
- 2014 Matilda Ekholm/Daniela Moskovits, Team Mälarenergi (Sandra Andersson/Li Fen, Malmö IF)
- 2015 Jennifer Jonsson/Stina Zetterström, Spårvägens BTK (Ellen Holmsten/Stina Källberg, Spårvägens BTK/Borlänge BTK)
- 2016 Li Fen/Caroline Tanska, Malmö IF/Eslövs AI BTK (Linda Bergström/Jennifer Jonsson, Ängby SK/Norrtulls SK))
- 2017 Erika Front/Tilda Johansson, Halmstad BTK (Filippa Bergand /Jessica Johnsson, Åsa IF)
- 2018 Matilda Ekholm/Ellen Holmsten Boo KFUM IA/Spårvägens BTK (Linda Bergström/Jennifer Jonsson, Ängby SK/Norrtulls SK)
- 2019 Michaela Karlsson/Stina Källberg, Team Mälarenergi BTK (Rebecca Tveit Muskantor/Caroline Tanska)
- 2020 Matilda Ekholm/Stina Källberg, Boo KFUM IA/Team Mälarenergi BTK (Erika Fronth/Jennifer Jonsson)
- 2021 Filippa Bergand/Linda Bergström, Eslövs AI BTK/Ängby SK (Erika Fronth/Stina Källberg, Halmstad BTK)
- 2022 Erika Front/Stina Källberg, Halmstad BTK (Bergand Filippa/Linda Bergström, Eslövs AI BTK/Ängby SK)
- 2023 Erika Front/Stina Källberg, Halmstad BTK (Filippa Bergand/Linda Bergström, Eslövs AI BTK/Ängby SK)
- 2024 Fang Zhang/Linn Olsson, BTK Frej (Filippa Bergand, Matilda Hansson, Eslövs AI BTK)

### Mixed dubbel
- 1947 Kurt Persson/Maya Halling, Varbergs BTK  (Tage Flisberg/Birgitta Nilsson)
- 1948 Tage Flisberg/Ingrid Hägglund, Djurgårdens IF/Örnsköldsviks BTK (Bengt Grive/Margareta Winqvist)
- 1949 Weine Fredriksson/Eina Ericson, Parca BoIS/Svartviks IF (Sven Cederholm/Iris Persson)
- 1950 Weine Fredriksson/Eina Ericson, Parca BoIS/Svartviks IF (Gustaf Johnsson/Gerd Kristiansson)
- 1951 Weine Fredriksson/Inga Bergström, Parca BoIS/IK City (Sven Cederholm/Iris Persson)
- 1952 Weine Fredriksson/Inga Bergström-Brehmer, Parca BoIS/IK City (Sven Cederholm/Iris Persson)
- 1953 Weine Fredriksson/Inga Brehmer, Parca BoIS/IK City (Liss Larsson/Ingrid Hermansson)
- 1954 Tage Flisberg/Signhild Tegner, Tranås BTK/Torps Skol IF (Sven Cederholm/Iris Persson-Samberg)
- 1955 Lars Pettersson/Elisabeth Thorsson, Hammarby IF/Djurgårdens IF (Weine Fredriksson/Inga Brehmer)
- 1956 Curt Österholm/Reina Hermansson-Wetterström, Hammarby IF/Torps GIF (Lennart Johansson/Elisabeth Thorsson)
- 1957 Reidar Ljungström/Wanja Wannehed, Vingåkers IF/Rimbo IF (Toni Borg/Gullmaj Nilsson)
- 1958 Björne Mellström/Elisabeth Thorsson, Djurgårdens IF (Stig Näsström/Reina Wetterström)
- 1959 Björne Mellström/Elisabeth Thorsson, Djurgårdens IF (Tony Larsson/Birgitta Tegner)
- 1960 Björne Mellström/Elisabeth Thorsson, Djurgårdens IF (Tony Larsson/Birgitta Tegner)
- 1961 Björne Mellström/Marita Carlsson, Djurgårdens IF/Fiskeviks IF (Tony Larsson/Birgitta Tegner)
- 1962 Tony Larsson/Birgitta Tegner, SKF:s BTK (Bengt Andersson/Britt Andersson)
- 1963 Stellan Bengtsson I/Lena Guntsch, Falkenbergs BTK/Ljungby IF (Björne Mellström/Eva Johansson)
- 1964 Björn Nilsson/Marita Carlsson, Leksbergs BTK (Kjell Johansson/Birgitta Wiktorsson)
- 1965 Kjell Johansson/Lena Rundström, IF Verdandi/Råå BTK (Hans Alsér/Eva Johansson)
- 1966 Kjell Johansson/Lena Rundström, Sölvesborgs BTK (Björn Nilsson/Marita Nilsson)
- 1967 Hans Alsér/Eva Johansson, Leksbergs BTK/Mölndals BTK (Björn Neidert/Marita Neidert)
- 1968 Björn Neidert/Marita Neidert, Mariestads BoIS (Hans Alsér/Eva Johansson)
- 1969 Björn Neidert/Marita Neidert, Mariestads BoIS  (Bo Persson/Eva Johansson)
- 1970 Rolf Andersson/Birgitta Rådberg, Mariestads BoIS/Huskvarna Södra IS (Bo Persson/Eva Johansson)
- 1971 Rolf Andersson/Birgitta Rådberg, Mariestads BoIS/Huskvarna Södra IS (Stellan Bengtsson/Ann-Chr Hellman)
- 1972 Stellan Bengtsson/Lena Andersson, Falkenbergs BTK/IFK Lund (Rolf Andersson/Birgitta Rådberg)
- 1973 Stellan Bengtsson/Lena Andersson, Falkenbergs BTK/Råå BTK (Bo Persson/Birgitta Rådberg)
- 1974 Stellan Bengtsson/Lena Andersson, Falkenbergs BTK/Råå BTK (Bo Persson/Birgitta Rådberg)
- 1975 Bo Persson/Birgitta Olsson, Sölvesborgs BTK/Varbergs BTK (Mikael Svensson/Ulla-Märta Gustavsson)
- 1976 Stellan Bengtsson/Ann-Christin Hellman, Falkenbergs BTK/Varbergs BTK (Bo Persson/Birgitta Olsson)
- 1977 Stellan Bengtsson/Ann-Christin Hellman, Falkenbergs BTK/Varbergs BTK (Ulf Thorsell/Birgitta Rådberg)
- 1978 Ulf Thorsell/Birgitta Rådberg, Stockholms Spårvägars GoIF (Stellan Bengtsson/Ann-Christin Hellman)
- 1979 Stellan Bengtsson/Eva Strömvall, Falkenbergs BTK/Varbergs BTK (Ulf Bengtsson/Marie Lindblad)
- 1980 Stellan Bengtsson/Eva Strömvall, Falkenbergs BTK/Varbergs BTK (Tommy Danielsson/Anneli Hernvall)
- 1981 Tommy Danielsson/Anneli Hernvall, Trollhättans BTK (Ulf Thorsell/Birgitta Rådberg)
- 1982 Jan-Ove Waldner/Anneli Hernvall, Stockholms Spårvägars GoIF (Stellan Bengtsson/Eva Strömvall)
- 1983 Jan-Ove Waldner/Anneli Hernvall, Stockholms Spårvägars GoIF (Erik Lindh/Marie Lindblad)
- 1984 Erik Lindh/Marie Lindblad, Kungälvs BTK/Mölndals BTK (Jan-Ove Waldner/Anneli Hernvall)
- 1985 Jan-Ove Waldner/Anneli Hernvall, Stockholms Spårvägars GoIF (Ulf Bengtsson/Annika Läth)
- 1986 Stellan Bengtsson/Barbro Wiktorsson, Falkenbergs BTK/Borlänge BTK  (Thomas von Scheele/Kamilla Björk)
- 1987 Ulf Bengtsson/Annika Läth, Malmö FF/Rönninge SK (Erik Lindh/Pia Eliasson)
- 1988 Johan Fallby/Anneli Johansson, Stockholms Spårv GoIF/Borlänge BTK (Peter Karlsson/Lotta Erlman)
- 1989 Erik Lindh/Marie Svensson, Falkenbergs BTK/Mölndals BTK (Jörgen Persson/Åsa Svensson)
- 1990 Erik Lindh/Marie Svensson, Falkenbergs BTK/Mölndals BTK (Thomas Buza/Pernilla Pettersson)
- 1991 Erik Lindh/Marie Svensson, Falkenbergs BTK/Mölndals BTK (Thomas Buza/Pernilla Pettersson)
- 1992 Johan Fallby/Pernilla Pettersson, Lyckeby BTK/Spårvägens BTK (Tommy Johansson/Therese Sandberg)
- 1993 Jörgen Persson/Åsa Svensson, Halmstad BTK (Peter Greczula/Lotta Erlman)
- 1994 Ulf Carlsson/Åsa Svensson, Halmstad BTK (Anders Johansson/Pernilla Pettersson)
- 1995 Thomas Buza/Åsa Svensson, Halmstad BTK (Fredrik Lundquist/Jenny Jönsson)
- 1996 Fredrik Lundquist/Barbro Wiktorsson, Söderhamns UIF/Öråns SK (Adam Råsberg/Kinga Fijalkowska)
- 1997 Fredrik Håkansson/Åsa Svensson, Halmstad BTK (Joakim Andersson/Kajsa Andersson, Halmstad BTK)
- 1998 Fredrik Håkansson/Åsa Svensson, Halmstad BTK (Mikael Mattiasson/Marie Svensson, Malmö FF)
- 1999 Peter Nilsson/Linda Nordenberg, Falkenbergs BTK/Norrköpings BTK (Joakim Andersson/Jelena Gajic, Falkenbergs BTK/Saab BTK)
- 2000 Henrik Olsson/Jennie Lindström, Halmstad BTK (Patrik Dahlström/Matilda Ekholm, Saab BTK)
- 2001 Fredrik Håkansson/Sandra Johansson, Ängby SK/Ulricehamns IF (Robert Svensson/Marie Olsson, Trollhättans BTK/Bergkvara AIF)
- 2002 Pär Gerell/Sandra Johansson, Falkenbergs BTK/Rönninge SK) (Magnus Månsson/Anna Berglund, Falkenbergs BTK/Borlänge BTK)
- 2003 Pär Gerell/(Sandra Johansson, Falkenbergs BTK/Rönninge SK BF) (John Fröling/Linda Nordenberg, BTK Rekord/Råå BTK)
- 2004 Pär Gerell/Sandra Johansson, Falkenbergs BTK/Rönninge SK (Magnus Månsson/Anna Berglund, Falkenbergs BTK/Långshyttans BTK)
- 2005 Anders Sjöstedt/Carina Jonsson, SK Iron/Råå BTK (Mikael Mattiasson/Marie Olsson, BTK Kävlinge/Trelleborgs BTK)
- 2006 Anders Sjöstedt/Carina Jonsson, SK Iron/Råå BTK (Fredrik Hage/Susanna Wigow, Mariedals IK/Ärtemarks IF)
- 2007 Magnus Månsson/Anna Berglund, BTK Warta/Dänningelanda BT (Mikael Zöögling/Anna Benson, Spårvägens BTK/Råå BTK)
- 2008 Malin Pettersson/Mikael Zöögling, Spårvägens BTK (Hampus Nordberg/Marie Persson, Söderhamns UIF/Köpings BTK)
- 2009 Lukas Rydén/Sara Rask, Falkenbergs BTK/Dänningelanda BTK (Martin Singh/Caroline Wersäll, Ängby SK)
- 2010 Anders Sjöstedt/Carina Jonsson, Carlstads/Team Mälarenergi BTK (John Wall/Madeleine Melcher, Spårvägens BTK)
- 2011 Anthony Tran/Daniela Moskovits, Spårvägens BTK (Mattias Översjö/Ida Söderlund, Eslövs AI/Spårvägens BTK)
- 2012 Mats Sandell/Marina Donner, Halmstad BTK/Tabergs SK (Magnus Månsson/Anna Månsson, BTK Warta/Falkenbergs BTK)
- 2013 Anthony Tran/Daniela Moskovits, Spårvägens BTK (Simon Arvidsson/Sara Rask, BTK Rekord/Eslövs AI BTK)
- 2014 Mattias Karlsson/Matilda Ekholm, Halmstad BTK/Team Mälarenergi (Tobias Bergman/Jennifer Jonsson, Spårvägens BTK)
- 2015 Anton Källberg/Stina Källberg, Söderhamns UIF/Borlänge BTK (Mattias Översjö/Daniela Moskovits, Eslövs AI BTK/Team Mälarenergi BTK)
- 2016 Pär Gerell/Michaela Karlsson, Halmstad BTK/Team Mälarenergi BTK (Harald Andersson/Tilda Johansson, Halmstad BTK)
- 2017 Mattias Karlsson/Matilda Ekholm, Halmstad BTK/Boo KFUM IA (Pär Gerell/ Michaela Karlsson, Halmstad BTK/Team Mälarenergi BTK)
- 2018 Harald Andersson /Tilda Johansson, Halmstad BTK (Mattias Ekdahl /Jennifer Jonsson, Norrtulls SK)
- 2019 Mattias Falck/Matilda Ekholm, Halmstad BTK/Boo KFUM (Truls Möregårdh/Filippa Bergand)
- 2020 Truls Möregårdh/Rebecca Muskantor, Eslövs AI BTK (Anton Källberg/Stina Källberg)
- 2021 Anton Källberg/Stina Källberg, Söderhamns UIF/Halmstad BTK (Truls Möregårdh/Filippa Bergand, Eslövs AI BTK)
- 2022 Källberg Christina/Anton Källberg, Halmstad BTK/Söderhamns UIF (Jonsson Jennifer/Mc Donald Jonatan, Lekstorps IF/Söderhamns UIF)
- 2023 Truls Möregårdh/Tveit Muskantor Leah, Eslövs AI BTK/Köpings BTK (Fabian Åkerström/Erika Front, Halmstad BTK)
- 2024 Filippa Bergand/Martin Friis, Eslövs AI BTK (Leah Tveit Muskantor/Truls Möregårdh, Eslövs AI BTK)

### Herrar lag
- 1927 Stockholms IF
- 1928 IF Elfsborg, Borås
- 1929 IK Keltic, Stockholm
- 1930 BK Derby, Linköping
- 1931 BK Derby, Linköping
- 1932 BK Derby, Linköping
- 1933 IF Elfsborg, Borås
- 1934 BK Derby, Linköping
- 1935 IFK Norrköping
- 1936 BTK Trettio, Linköping
- 1937 BK Wirgo, Norrköping
- 1938 BK Wirgo, Norrköping
- 1939 BK Wirgo, Norrköping
- 1940 BK Wirgo, Norrköping
- 1941 BK Wirgo, Norrköping
- 1942 BK Wirgo, Norrköping
- 1943 BK Wirgo, Norrköping
- 1944 BK Wirgo, Norrköping
- 1945 AIK, Stockholm
- 1946 AIK, Stockholm
- 1947 BTK Wirgo, Norrköping
- 1948 Djurgårdens IF, Stockholm
- 1949 SolK Hellas, Stockholm
- 1950 BK Olympic, Malmö
- 1951 Djurgårdens IF, Stockholm
- 1952 Mariedals IK, Borås
- 1953 Hammarby IF, Stockholm
- 1954 Djurgårdens IF, Stockholm
- 1955 Djurgårdens IF, Stockholm
- 1956 Hammarby IF, Stockholm
- 1957 IF Göta, Karlstad
- 1958 Parca BolS, Linköping
- 1959 AIK, Stockholm
- 1960 Djurgårdens IF, Stockholm
- 1961 Djurgårdens IF, Stockholm
- 1962 Djurgårdens IF, Stockholm
- 1963 Falkenbergs BTK
- 1964 Falkenbergs BTK
- 1965 IF Verdandi, Eskilstuna
- 1966 Leksbergs BTK, Mariestad
- 1967 Sölvesborgs BTK
- 1968 Mariestads BolS
- 1969 Mariestads BolS
- 1970 Mariestads BolS
- 1971 Falkenbergs BTK
- 1972 Falkenbergs BTK
- 1973 Boo KFUM, Saltsjö-Boo
- 1974 Mölndals BTK
- 1975 Mölndals BTK
- 1976 Falkenbergs BTK
- 1977 Mölndals BTK
- 1978 Söderhamns UIF
- 1979 Falkenbergs BTK
- 1980 Falkenbergs BTK
- 1981 Falkenbergs BTK
- 1982 Söderhamns UIF
- 1983 Stockholms Spårvägars GoIF
- 1984 Stockholms Spårvägars GoIF
- 1985 Söderhamns UIF
- 1986 Falkenbergs BTK
- 1987 Stockholms Spårvägars GoIF
- 1988 Falkenbergs BTK
- 1989 Malmö FF
- 1990 Malmö FF
- 1991 Malmö FF
- 1992 Ängby SK
- 1993 Halmstad BTK
- 1994 Malmö FF
- 1995 Ängby SK
- 1996 Kalmar BTK
- 1997 Malmö FF
- 1998 Malmö FF
- 1999 Kalmar BTK
- 2000 Kalmar BTK
- 2001 Söderhamns UIF
- 2002 Kalmar BTK
- 2003 Halmstad BTK
- 2004 Malmö FF
- 2005 Eslövs AI
- 2006 Eslövs AI
- 2007 Eslövs AI
- 2008 Eslövs AI
- 2009 Eslövs AI
- 2010 Söderhamns UIF
- 2011 Eslövs AI
- 2012 Eslövs AI
- 2013 Eslövs AI
- 2014 Eslövs AI
- 2015 Eslövs AI
- 2016 Eslövs AI
- 2017 Eslövs AI
- 2018 Halmstad BTK
- 2019 Eslövs AI BTK
- 2020 -
- 2021 Söderhamns UIF
- 2022 Halmstad BTK
- 2023 Söderhamns UIF
- 2024 Eslövs AI BTK

### Damer lag
- 1955 Djurgårdens IF, Stockholm
- 1956 Djurgårdens IF, Stockholm
- 1957 Djurgårdens IF, Stockholm
- 1958 Djurgårdens IF, Stockholm
- 1959 Djurgårdens IF, Stockholm
- 1960 Djurgårdens IF, Stockholm
- 1961 Högadals IS, Karlshamn
- 1962 Högadals IS, Karlshamn
- 1963 Torps GIF, Kleva-Orust
- 1964 Ljungby IF
- 1965 Ljungby IF
- 1966 Ljungby IF
- 1967 Stockholms Godtemplares IF
- 1968 Ljungby IF
- 1969 Mariestads BoIS
- 1970 Huskvarna Södra IS
- 1971 Vänersborgs BTK
- 1972 Huskvarna Södra IS
- 1973 Vänersborgs BTK
- 1974 Varbergs BTK
- 1975 Varbergs BTK
- 1976 Varbergs BTK
- 1977 Varbergs BTK
- 1978 Varbergs BTK
- 1979 Varbergs BTK
- 1980 Varbergs BTK
- 1981 Varbergs BTK
- 1982 Varbergs BTK
- 1983 Varbergs BTK
- 1984 Varbergs BTK
- 1985 Varbergs BTK
- 1986 Borlänge BTK
- 1987 Borlänge BTK
- 1988 Varbergs BTK
- 1989 Mölndals BTK
- 1990 Mölndals BTK
- 1991 Halmstad BTK
- 1992 Halmstad BTK
- 1993 Spårvägens BTK
- 1994 Lyckeby BTK
- 1995 Halmstad BTK
- 1996 Halmstad BTK
- 1997 Lyckeby BTK
- 1998 Norrköpings BTK
- 1999 Öråns SK
- 2000 Spårvägens BTK
- 2001 Långshyttans BTK
- 2002 Rönninge SK BTF
- 2003 Råå BTK
- 2004 Råå BTK
- 2005 Trelleborgs BTK
- 2006 Ärtemarks IF
- 2007 Ärtemarks IF
- 2008 Dänningelanda BTK
- 2009 Team Mälarenergi BTK
- 2010 Team Mälarenergi BTK
- 2011 Råå BTK
- 2012 Team Mälarenergi BTK
- 2013 Eslövs AI
- 2014 Eslövs AI
- 2015 Ängby SK
- 2016 Eslövs AI
- 2017 Eslövs AI
- 2018 Storfors BTK
- 2019 Eslövs AI BTK
- 2020 -
- 2021 Eslövs PK
- 2022 Eslövs PK
- 2023 Eslövs AI BTK
- 2024 Eslövs AI BTK